# Sztrafnicy
Sztrafnicy, bataliony karne (штрафные батальоны, sztrafnyje bataliony; od rosyjskiego słowa штраф sztraf – kara, z niem. die Strafe) – radzieccy oficerowie, podoficerowie i politrucy skazani na pobyt w batalionach i kompaniach karnych, pełniący w nich służbę jako szeregowi żołnierze w swoich mundurach, ale z odprutymi oznakami stopni i bez odznaczeń. Podstawą do formowania jednostek „sztrafników” był rozkaz nr 227 Ludowego Komisarza Obrony Józefa Stalina z 28 lipca 1942 roku znany również jako „Ani kroku wstecz!”, wydany w czasie wojny radziecko-niemieckiej podczas II wojny światowej.

## Geneza
Oficerowie i żołnierze wszystkich rodzajów wojsk Armii Czerwonej (artylerzyści, pancerniacy, lotnicy, marynarze), którzy stchórzyli w obliczu wroga, nie wykonali rozkazu, szerzyli defetyzm, utracili sprzęt, dokonali samookaleczenia lub dezercji, po skazaniu przez wojskowe trybunały trafiali do karnych oddziałów. Innymi przyczynami były nieprzychylność dowódcy, cień podejrzenia o sprzyjanie nieprzyjacielowi lub kolaboracja z Niemcami. „Sztrafnikami” zostawali także wyzwoleni jeńcy, uciekinierzy z niemieckich obozów jenieckich czy wojskowi którzy podczas odwrotu odłączyli się od swych oddziałów i pozostali na terenach okupowanych, nie wstępując do radzieckiej partyzantki.
Od września 1942 roku w poszczególnych radzieckich frontach Armii Czerwonej zaczęły powstawać karne bataliony i kompanie. Decyzję o wysłaniu do batalionu karnego podejmował dowódca dywizji lub brygady, a do kompanii karnej, dowódca pułku. W batalionach karnych służyli oficerowie, a w kompaniach podoficerowie i szeregowcy. Bataliony liczyły średnio 800–1000 żołnierzy, a kompanie 150–200. Czas przebywania w karnych formacjach trwał od jednego do trzech miesięcy. W tym okresie „sztrafnicy” tracili swoje stopnie i odznaczenia wojskowe i oficjalnie byli nazywani „tymczasowymi żołnierzami”. Kadra dowódcza tych jednostek składała się z doświadczonych i „praworządnych” oficerów oddelegowanych z innych oddziałów, którzy za dowodzenie jednostkami karnymi otrzymywali wyższy żołd i podwójnie liczono im czas służby. Skazani na służbę w nich czerwonoarmiści mogli być zwolnieni: 
- jeśli odsłużyli całą zasądzoną karę,
- zostali ranni na polu walki,
- odznaczyli się bohaterstwem w obliczu wroga.

W takich wypadkach „sztrafnikom” przywracano stopnie i odznaczenia, które posiadali przed skierowaniem do karnego oddziału, na powrót kierowano do macierzystych jednostek i przywracano im wszystkie prawa. „Sztrafnicy” w czasie swej służby w oddziałach karnych mogli otrzymywać wysokie odznaczenia bojowe.

## Uzbrojenie
Jednostki karne, z racji specyfiki swojego uzbrojenia i doświadczenia, nie były przystosowane do wykonywania ważnych zadań. W składzie jednostek karnych nie było ani rusznic przeciwpancernych, ani plutonu cekaemów, moździerzowego, i sztrafnicy, uzbrojeni tylko w lekką broń strzelecką i granaty, mogli liczyć tylko na własne siły. To były «lekkie» jednostki strzeleckie.

Do etatowego uzbrojenia „sztrafników” należały: karabiny Mosin wz. 1891/30 (wymiennie), pistolety TT, rewolwery Nagant wz. 1895, pistolety maszynowe PPSz i karabiny maszynowe DP (stałe). Uzbrajali się także w broń zdobyczną (niemieckie pistolety maszynowe MP 40, karabiny maszynowe MG 34 i MG 42, granatniki przeciwpancerne Panzerfaust oraz moździerze). 
Uzbrojenie etatowe, a tym bardziej zdobyczne, nie było regułą, dlatego zdarzało się, że dana jednostka karna uzbrojona była na przykład tylko w karabiny. W celu wykonania konkretnych zadań dowódca jednostki karnej mógł mieć operacyjnie podporządkowaną artylerię, moździerze i pododdziały pancerne, ale wykorzystanie tych środków zależało od jego przełożonych i sytuacji na danym odcinku frontu. W kwietniu i listopadzie 1943 roku na uzbrojeniu batalionu karnego był czołg T-60, który – wykryty przez „sztrafników” pod Siewskiem – został przez nich naprawiony i używany do prowadzenia rozpoznania.

## Udział w wojnie
Niech niedzielni bataliści od pióra nie przydają dużego lub nawet wyjątkowego znaczenia jednostkom karnym. Z powodu swojej małej liczebności i słabej siły ognia, były używane na lokalnych odcinkach frontu, zapewniając sukces pułków, dywizji, do których operacyjnie były przyporządkowane [...]. Do walki przystępowały najczęściej samotnie. Sztrafnicy zazwyczaj atakowali, kontratakowali, albo szturmem przełamywali obronę przeciwnika, przeprowadzali rozpoznanie walką, zdobywali «języka», itd. – jednym słowem, przeprowadzali zuchwałe wypady, czym z powodzeniem wywierali presję na psychikę żołnierzy nieprzyjaciela.

„Sztrafnicy” brali udział w wielu operacjach i bitwach frontu wschodniego, m.in. w bitwie stalingradzkiej, bitwie na łuku kurskim, operacji Bagration i operacji berlińskiej. Kierowani byli na najtrudniejsze odcinki frontu, gdzie oprócz wymienionych wyżej zadań oczyszczali pod ogniem pola minowe.
Ogółem w czasie II wojny światowej sformowano 1093 jednostki i oddziały karne, w których służyło 427 910 żołnierzy.